# Mésoarchéen
Stratigraphie
Paléoarchéen Néoarchéen
Sur l'échelle des temps géologiques, le Mésoarchéen est une ère de l'Archéen qui s'étend de 3 200 à 2 800 millions d'années (Ma). Des fossiles de stromatolithes trouvés en Australie sont datés de cette époque.

## Évènements
La probable glaciation de Pongola eut lieu vers 2 900 Ma.